# Österreichisches Luftfahrtmuseum
Das Österreichische Luftfahrtmuseum am Flughafen Graz-Thalerhof wurde 1979 von Wilhelm König und Josef Gaisbacher gegründet und wird vom privaten Verein „Österreichisches Luftfahrtmuseum“ betrieben mit dem Ziel, Flugzeuge aller Art und Epochen – mit besonderer Berücksichtigung der österreichischen Luftfahrt – zu sammeln und der Öffentlichkeit zu präsentieren.

## Gelände
Das Museum befindet sich im südöstlichen Bereich des Flughafens Graz und besteht aus dem Freigelände, einem Hangar sowie dem Kassa-Container einschließlich einem kleinen Shop. Ursprünglich befand sich das Museum im nördlichen Teil des Flughafens im Bereich des heutigen Vorfeldes Nord. Der zweite Standort befand sich weiter südlich im Bereich der heutigen Parkgarage. 1996 stürzte die Halle unter Schneelast ein, dabei wurden mehrere Exponate beschädigt. 1997 konnte auf dem jetzigen Gelände der neue Hangar fertiggestellt werden.

## Exponate
Beginnend mit dem ersten Ausstellungsstück von 1981, einem Erwin Musger Mg 19A – Segelflugzeug, besitzt das Museum verschiedenste Fluggeräte und Exponate, darunter zwei Hubschrauber, dreizehn Strahlflugzeuge und zahlreiche Propeller- und Segelflugzeuge. Neben diesen Fluggeräten werden auch Turbinen, Uniformen, Schleudersitze, ein Flugsimulator, Modelle, ein Vorfeldbus, Flugzeugschlepper ausgestellt. Ein Teil der Exponate befindet sich in Restaurierung. Es können nicht alle vorhandenen Exponate ausgestellt werden, da im Hangar zu wenig Platz vorhanden ist.
Die wichtigsten Exponate:
Hubschrauber:
- Agusta Bell AB-204B – Luftstreitkräfte des Bundesheeres
- Bell 47

Strahlflugzeuge:
- Aermacchi MB-326M „Impala“
- De Havilland D.H.112 Venom – Schweizer Luftwaffe
- De Havilland D.H.100 (D.H.115) Vampire – Luftstreitkräfte des Bundesheeres
- Hawker Hunter F.6 – Schweizer Luftwaffe
- Mikojan-Gurewitsch MiG-15 „Fagot“ – Polnische Streitkräfte
- Mikojan-Gurewitsch MiG-21 MF – Ungarische Streitkräfte
- Mikojan-Gurewitsch MiG-21 UM – Streitkräfte der Tschechischen Republik
- Dassault Mirage III S – Schweizer Luftwaffe
- PZL TS-11 Iskra – Polnische Streitkräfte
- Saab J29 Tunnan (Fliegende Tonne) – Luftstreitkräfte des Bundesheeres
- Saab 32 Lansen – Schwedische Luftstreitkräfte
- Saab JA 37 Viggen (Donnerkeil) – Schwedische Luftstreitkräfte
- Sk35C „Draken“ (zweisitziger Trainer) – Schwedische Luftstreitkräfte
- J35OE „Draken“ – Luftstreitkräfte des Bundesheeres

Propellerflugzeuge:
- Transall C-160 D – Deutsche Luftwaffe[1]
- Jakowlew Jak-11
- Antonow An-2
- Cessna L-19 Bird Dog – Luftstreitkräfte des Bundesheeres
- Cessna 150/152
- North American T-6 Texan – Luftstreitkräfte des Bundesheeres (zerlegt)
- Klemm L-20 (ausgestellt im Erscheinungsbild Ramor A-98)
- Luscombe Silvaire
- Piper PA-18 „Cup“ (zerlegt)

Segelflugzeuge:
- Erwin Musger Mg 19A
- Erwin Musger Mg 19C
- Erwin Musger Mg 23 (nicht ausgestellt)
- Scheibe A-Spatz (nicht ausgestellt)
- Scheibe L-Spatz
- Schulgleiter SG 38
- Grunau Baby (nicht ausgestellt)
- Raab Doppelraab (nicht ausgestellt)
- Scheibe Bergfalke II/55 (nicht ausgestellt)
- PZL Bielsko SZD-30 (nicht ausgestellt)

Tragschrauber:
- Rotary Air Force RAF 2000
- Tragschrauber Frank (Eigenbau)

Triebwerke:
- Snecma Atar 09C
- Daimler-Benz DB 605
- Pratt & Whitney R-985